# Leonardo Godoy
Leonardo Godoy (Concordia, 28 aprile 1995) è un calciatore argentino, difensore del Santos in prestito dall'Athl. Paranaense.

## Caratteristiche tecniche
È un terzino destro.

## Carriera
Cresciuto nelle giovanili dell'Atlético Rafaela, ha esordito in prima squadra il 10 aprile 2015 in occasione del match pareggiato 1-1 contro il Crucero (M).

## Statistiche

### Presenze e reti nei club
Statistiche aggiornate al 19 marzo 2018.
| Stagione                   | Squadra                    | Campionato                 | Campionato | Campionato | Coppe nazionali | Coppe nazionali | Coppe nazionali | Coppe continentali | Coppe continentali | Coppe continentali | Altre coppe | Altre coppe | Altre coppe | Totale | Totale | Totale |
| Stagione                   | Squadra                    | Comp                       | Pres       | Reti       | Comp            | Pres            | Reti            | Comp               | Pres               | Reti               | Comp        | Pres        | Reti        | Pres   | Reti   |        |
| -------------------------- | -------------------------- | -------------------------- | ---------- | ---------- | --------------- | --------------- | --------------- | ------------------ | ------------------ | ------------------ | ----------- | ----------- | ----------- | ------ | ------ | ------ |
| 2015                       | Atlético Rafaela           | PD                         | 13         | 0          | CA              | 2               | 1               |                    | -                  | -                  |             | -           | -           | 15     | 1      |        |
| 2016                       | Atlético Rafaela           | PD                         | 11         | 0          | CA              | 1               | 0               |                    | -                  | -                  |             | -           | -           | 12     | 0      |        |
| Totale Atlético de Rafaela | Totale Atlético de Rafaela | Totale Atlético de Rafaela | 24         | 0          |                 | 3               | 1               |                    | -                  | -                  |             | -           | -           | 27     | 1      |        |
| 2016-2017                  | Talleres (C)               | PD                         | 29         | 2          | CA              | 2               | 0               |                    | -                  | -                  |             | -           | -           | 31     | 2      |        |
| 2017-2018                  | Talleres (C)               | PD                         | 19         | 0          | CA              | 0               | 0               |                    | -                  | -                  |             | -           | -           | 19     | 0      |        |
| Totale carriera            | Totale carriera            | Totale carriera            | 72         | 2          |                 | 5               | 1               |                    | -                  | -                  |             | -           | -           | 22     | 3      |        |

## Palmarès

### Club

#### Competizioni nazionali
- Copa Argentina: 1

Estudiantes (LP): 2023